# Stephen Jones (rugbysta)
Stephen Jones (ur. 8 grudnia 1977) – walijski rugbysta,  stuczterokrotny reprezentant Walii, do 2014 rekordzista w liczbie występów w reprezentacji. Uczestnik Pucharu Świata w Rugby 1999, 2003, 2007 i 2011.

## Kariera reprezentacyjna
Stephen Johnes wystąpił w reprezentacji Walii 104 razy. Zadebiutował w wyjazdowym meczu z Republiką Południowej Afryki 27 czerwca 1998. Pierwsze reprezentacyjne zwycięstwo odniósł 21 sierpnia 1999 w meczu z Kanadą podczas meczów przygotowawczych do Pucharu Świata w Rugby 1999. Uszestniczył w Pucharze Świata 1999, 2003, 2007 i 2011 oraz w Pucharze Sześciu Narodów 2000, 2001, 2002, 2003, 2004, 2005, 2006, 2007, 2008, 2009, 2010, 2011. Ostatnim meczem w karierze było przegrane spotkanie z Australią w ramach Pucharu Świata w Rugby 2011.
Dla reprezentacji Walii zdobył 917 punktów w tym 7 przyłożeń (35 punktów), 153 podwyższeń (306 punktów) oraz 186 karnych (558 punktów). W reprezentacji wygrał 43 testmeczów, 58 przegrał i 3 razy Walia z Jonesem w składzie remisowała.